# 海部自動車学校
海部自動車学校（かいふじどうしゃがっこう）は、徳島県海部郡海陽町にある徳島県公安委員会指定の自動車教習所。1968年（昭和43年）11月21日に創立。海部郡内で唯一の自動車学校。
2016年7月28日、海部自動車学校が脇町自動車学校に経営権を譲渡し運営を続けることになった。県指定自動車教習所協会などによると、脇町自動車学校は既に海部自動車学校の全株式を取得した。校名は変更せず、教習指導員の雇用も継続している。
なお、2016年7月1日に生徒数の減少で経営難に陥ったため入校生の募集を中止。5年前から赤字経営だった。その数年前から海部郡内に4校あった高校の統廃合が進み、入校生の大半を占める高校生が減ったことが影響した。
同年7月19日に県指定自動車教習所協会が間に入って他の自動車学校に経営譲渡できないかを協議し、上記の通り、脇町自動車学校に経営権を譲渡の上、同年7月28日から入校者の募集を再開した。

## 沿革
- 1968年（昭和43年）11月21日 - 創立。
- 1969年（昭和44年）7月1日 - 開設[3][4][注 1]。
- 2016年（平成28年）7月1日 - 新規入校生募集などの業務を中止[2]。
- 2016年（平成28年）7月28日 - 新規入校生募集などの業務を再開[1]。

## 基礎データ
入校生徒数
- 487人（2002年度（平成14年度）当時）[2]
- 191人（2015年度（平成27年度）当時）[2]

## 概要

### 取得免許
- 普通自動車免許（MT・AT）
- 普通自動二輪車免許
- 小型自動二輪車免許
- 限定解除審査

### 所在地
- 〒775-0303 徳島県海部郡海陽町高園字中ケイ20番